# Biville-la-Martel
Biville-la-Martel of Biville is een dorpje en voormalige gemeente in de Franse gemeente Ypreville-Biville in het departement Seine-Maritime. Het ligt in het noorden van de gemeente, een kilometer ten noorden van het dorpscentrum van Ypreville.

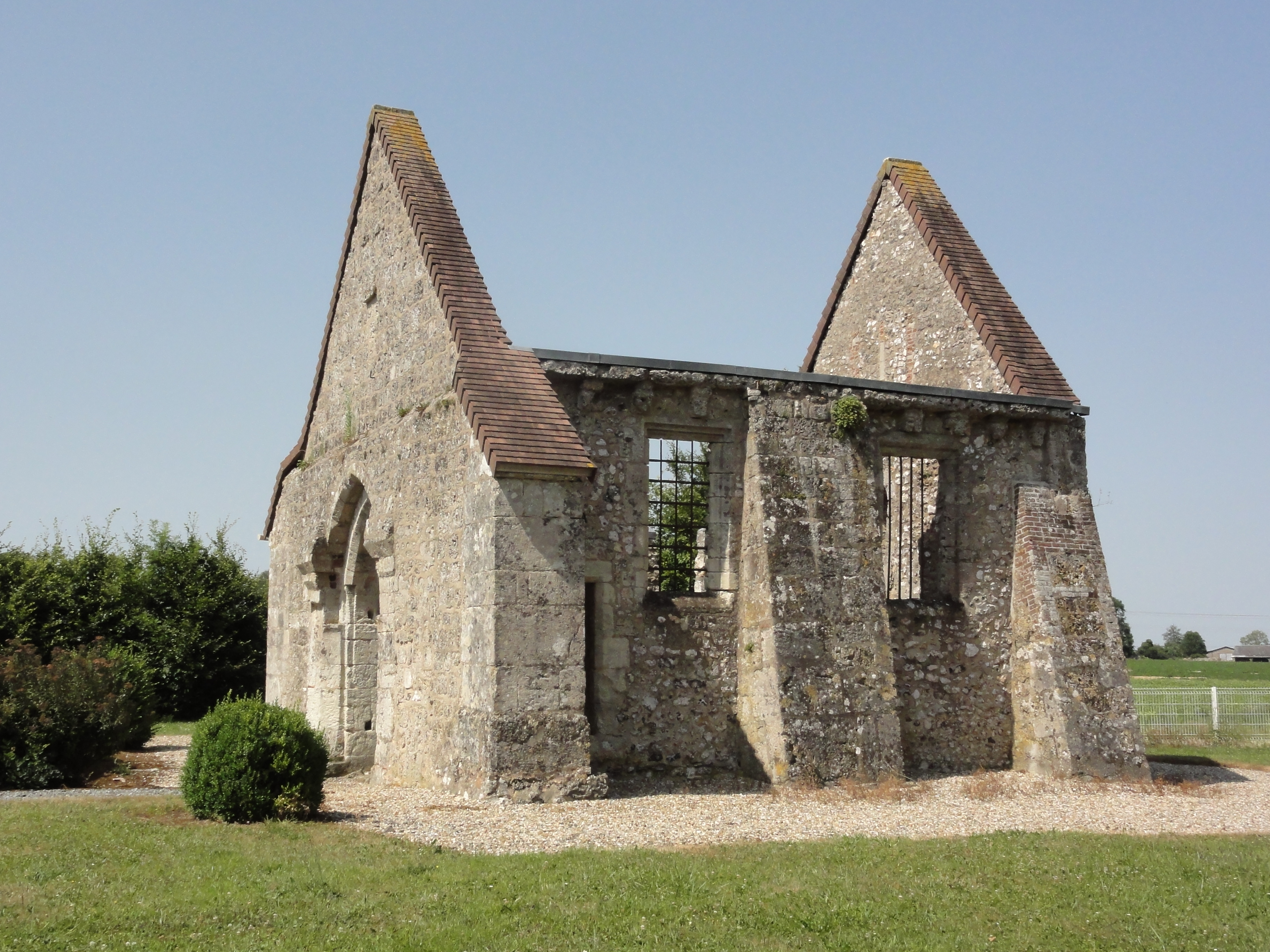
Chapelle Saint-Martin

## Geschiedenis
Oude vermeldingen van de plaatsnaam gaan terug tot 1052 als Buie villam en 1226 als Buevilla.  De 18de-eeuwse Cassinikaart toont het dorpje Biville en duidt ook een kasteel (Chât. de Biville) en molen (Mn. de Biville) aan.
Op het eind van het ancien régime eind 18de eeuw, toen de gemeenten werden gecreëerd, werd Biville-la-Martel een gemeente. 
In 1825 werd de gemeente Biville al opgeheven en aangehecht bij buurgemeente Ypreville, die in Ypreville-Biville werd hernoemd.
Het kerkje van Biville raakte in de loop van de 19de eeuw helemaal in verval.
Van 1973 tot 1978 maakte Biville deel uit van de fusiegemeente Saint-Michel-en-Caux, maar na de ontbinding van die gemeente in 1979 was Biville weer gewoon deel van Ypreville-Biville.

## Bezienswaardigheden
- De ruïne van de Chapelle Saint-Martin

Biville-la-Martel · Les Boues · Joyeux · Mont le Roi · Manoury · Ypreville-Biville